# Wasyl Bandera

Rodzinny dom Banderów w Uhrynowie Starym

Wasyl Andrijowycz Bandera, ukr. Васи́ль Андрі́йович Банде́ра (ur. 12 lutego 1915 w Uhrynowie Starym, zm. 5 września 1942 w KL Auschwitz) – ukraiński działacz niepodległościowy, nacjonalista, brat Stepana Bandery.

## Życiorys
Ukończył gimnazjum w Stryju, następnie Wydział Rolniczo-Lasowy Politechniki Lwowskiej w Dublanach, oraz filozofię na Uniwersytecie Lwowskim. Członek OUN.
W latach 1938–1939 osadzony w obozie w Berezie Kartuskiej. Uwolniony w czasie kampanii wrześniowej, pracował w Krakowie. Od lipca 1941 pracował w wydziale propagandy OUN w Stanisławowie. W tym czasie, według Franziski Bruder, był organizatorem antyżydowskich pogromów. W grudniu 1941 został aresztowany wraz z żoną przez Niemców.
Po ciężkim śledztwie, prowadzonym przez Hansa Krügera, 20 lipca 1942 został osadzony w niemieckim obozie koncentracyjnym KL Auschwitz, gdzie został ciężko pobity przez obozowych kapo i trafił do obozowego lazaretu, gdzie zmarł.